# Joe Bennett
Joseph Bennett (ur. 28 marca 1990 w Rochdale) – angielski piłkarz występujący na pozycji obrońcy.

## Kariera
Joe zaczął karierę w Middlesbrough, rozegrał tam 85 meczów, i strzelił jednego gola. Od 2012 roku gra w Aston Villi. 20 sierpnia 2014 roku został wypożyczony do Brighton & Hove Albion na cały sezon 2014/15.